# Marko Samardžić
Pour les articles homonymes, voir Samardžić.
Marko Samardžić est un joueur serbe de volley-ball né le 22 février 1983 à Belgrade (alors en République fédérale de Yougoslavie). Il mesure 1,90 m et joue libero. Il totalise 112 sélections en équipe de Serbie.

## Clubs
| Club                     | De        | À         |
| ------------------------ | --------- | --------- |
| Étoile rouge de Belgrade | 2000-2001 | 2004-2005 |
| Vojvodina Novi Sad       | 2005-2006 | 2006-2007 |
| Tours Volley-Ball        | 2007-2008 | 2007-2008 |
| Trefl Gdańsk             | 2008-2009 | 2008-2009 |
| Aris Salonique           | 2009-2010 | 2011-2012 |
| Tomis Constanța          | 2012-2013 | 2012-2013 |
| Rennes Volley 35         | jan 2014  | mai 2014  |

## Palmarès
- Ligue mondiale
  - Finaliste : 2005, 2008, 2009
- Championnat de Roumanie (1)
  - Vainqueur : 2013
- Championnat de Serbie-et-Monténégro (1)
  - Vainqueur : 2007
  - Finaliste : 2003
- Coupe de Serbie-et-Monténégro (1)
  - Vainqueur : 2007
  - Finaliste : 2004